# Stupa Dhamek

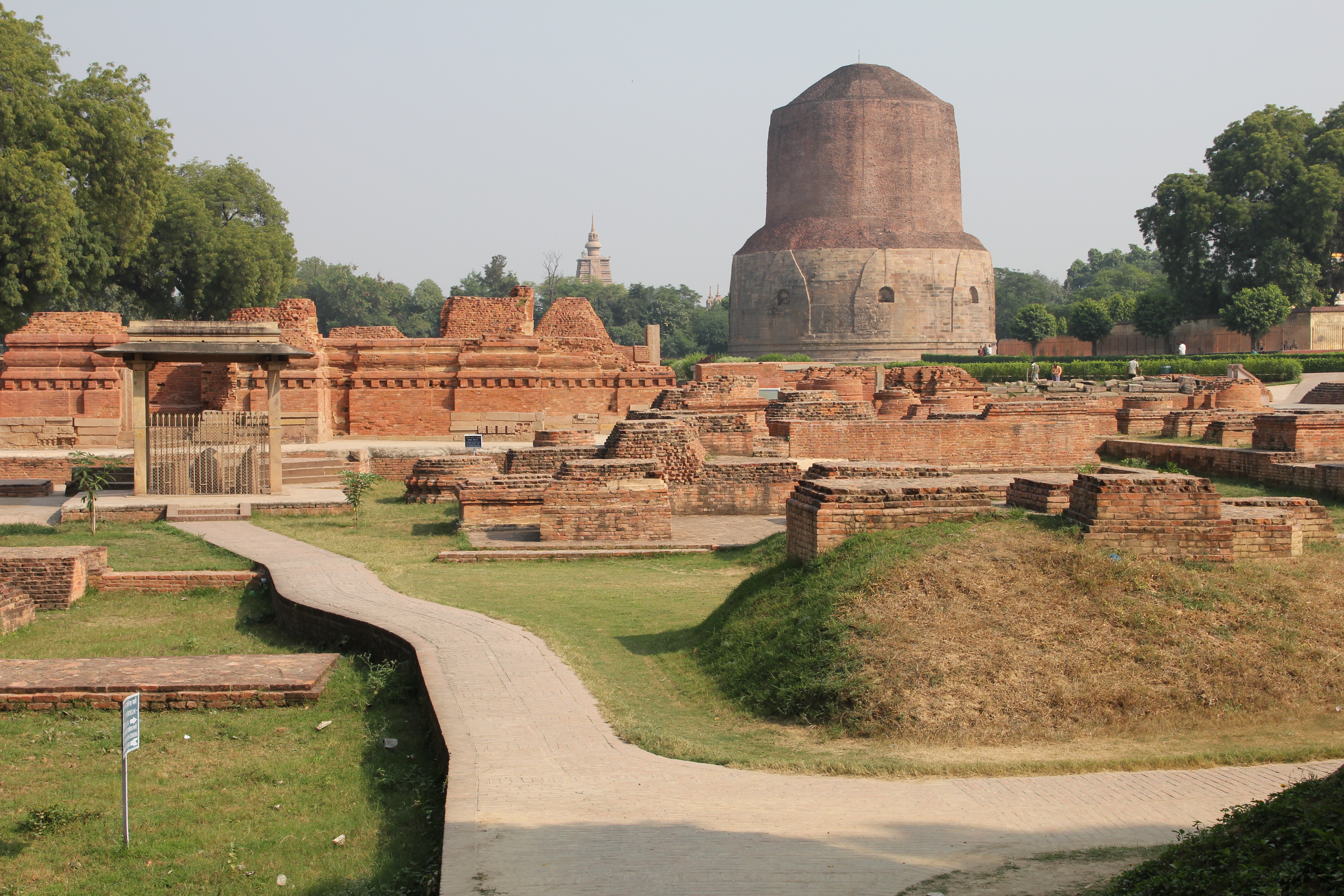
Il monastero tutto attorno al "Dhamek Stupa" a Sarnath

Lo stupa Dhamek (scritto anche "Dhāmek", "Dhamekh" e "Dhamekha") è un enorme stupa situato a Sarnath a 13 km da Varanasi, nello Stato di Uttar Pradesh in India.
Uno dei primi stupa della storia giunti fino a noi è quello fatto erigere a Mohenjo-daro all'incirca tra il 150 e 500 d.C. Il Dhamek Stupa è stato costruito attorno al 500 per sostituire una precedente struttura commissionata dal grande re dell'impero Maurya Ashoka nel 249 a.C., insieme a diversi altri monumenti, per commemorare le attività del Buddha in questa posizione. Stupa ha origine in tumuli di forma circolare circondate da grosse pietre. Re Ashoka costruì stupa per sancire la vanerazione di piccoli pezzi di osso calcinato e altre reliquie del Buddha e dei suoi discepoli. Un pilastro Ashoka con un editto inciso su di esso si trova vicino al sito.
Il Dhamek Stupa si è detto segnasse il punto di confine d'un parco dei cervi (Rishipattana), dove il Buddha ha dato il primo sermone ai suoi cinque discepoli dopo aver raggiunto l'illuminazione", rivelando il suo Sentiero che porta a nirvana". Lo stupa fu ampliato in sei occasioni, ma la parte superiore è ancora incompiuta. Durante la visita a Sarnath nel 640 Xuánzàng ha registrato che la colonia aveva oltre 1.500 sacerdoti e lo stupa principale era quasi 300 piedi (91 metri) di altezza.
Nella sua forma attuale, lo stupa è un cilindro pieno di mattoni e pietra che raggiunge un'altezza di 43,6 metri e con un diametro di 28 metri. È la struttura più massiccia presente nel sito archeologico di Sarnath. Il piano interrato sembra essere sopravvissuto come struttura di Ashoka: il rivestimento in pietra è cesellato e visualizza delicate sculture floreali di provenienza d'epoca Gupta. La parete è ricoperta da figure squisitamente scolpite di esseri umani e uccelli, così come iscrizioni in scrittura Brahmi.